# Smoldno
Smoldno este o localitate din comuna Gorenja vas - Poljane, Slovenia, cu o populație de 31 de locuitori.